# Bolas anais

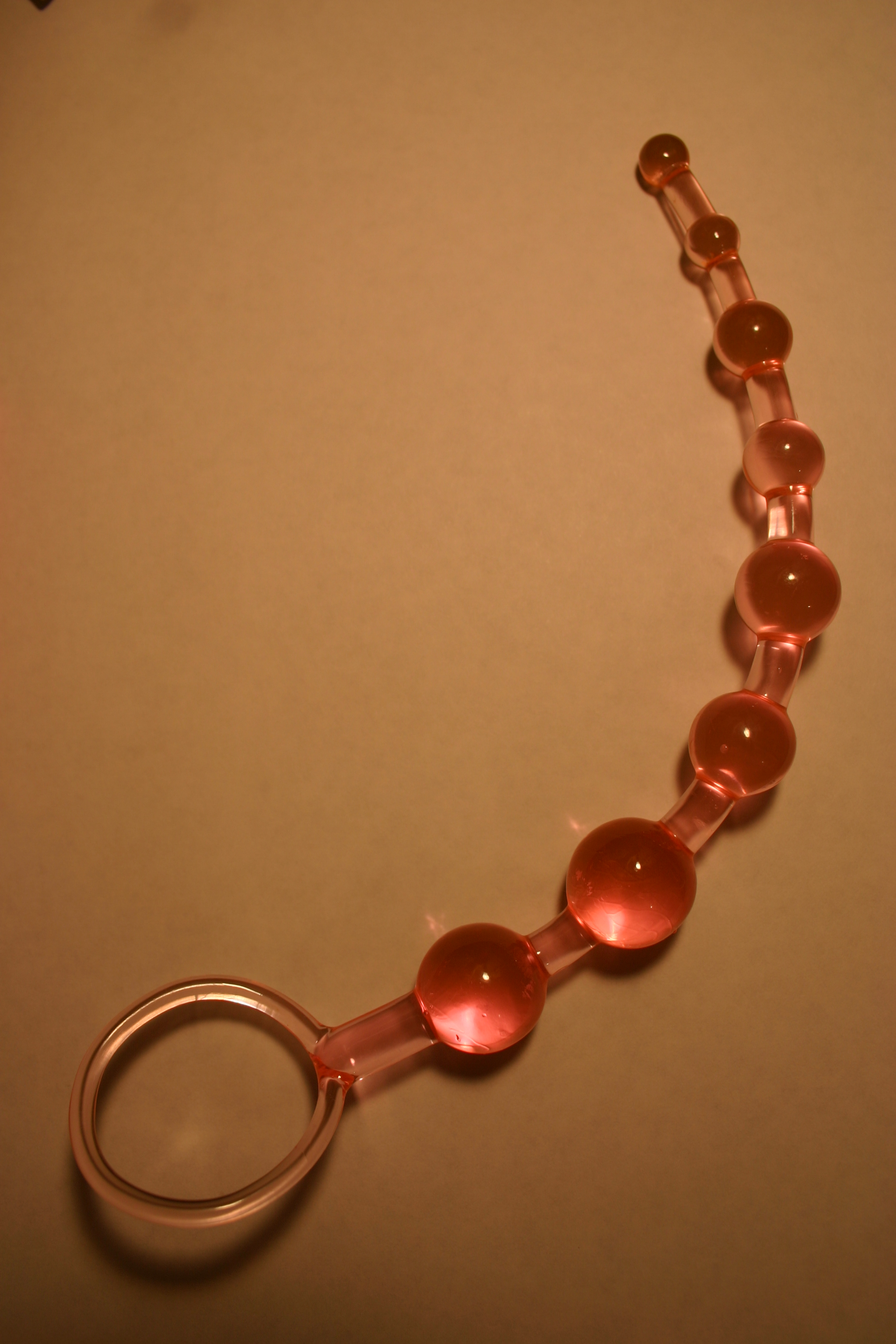
Bolas anais flexíveis

Bolas anais, também conhecidas como esferas anais ou bolinhas tailandesas, são um brinquedo sexual que consiste em múltiplas esferas ou bolas que são unidas por um cordão geralmente feito de nylon ou silicone. As bolinhas tailandesas são inseridas pelo ânus até atingir o reto, e então podem ser removidas com velocidades que variam a depender do efeito desejado (geralmente, a remoção ocorre durante o orgasmo, a fim de intensificar o clímax). A sensação prazerosa causada pela inserção das bolas deriva de sua passagem pelo músculo esfíncter do ânus.

## Modelos
As bolas anais estão disponíveis em vários tamanhos e diâmetros. As bolas anais geralmente são feitas de silicone, plástico, borracha, látex, vidro ou metal e terminam com um anel ou cabo projetado para puxar o objeto. O objetivo desse anel é facilitar a remoção e evitar que as bolas sejam inseridas totalmente no reto. As bolas podem ser unidas de forma flexível, exigindo inserção individual, ou por uma haste fina semirrígida, permitindo a inserção anal em um único movimento.
As terminações nervosas do esfíncter fornecem excitação durante a inserção e a remoção, e bolas maiores podem criar sensações de pressão no reto.
Algumas bolas anais contam com tecnologia de vibração para aumentar o prazer.

## Uso

Ilustração de uso das bolas anais

As bolas anais são usadas em muitos fetiches ligados a sexo anal, body worship, palmadas, enemas e outros atos que envolvem as nádegas, ânus ou a área anal.
Como acontece com toda atividade sexual anal, as bolas anais e o reto devem ser lubrificados com um lubrificante sexual adequado à prática do sexo anal. A lubrificação é importante porque o reto pode ser facilmente ferido, já que não produz lubrificante natural. Os brinquedos sexuais anais devem ser lavados com água morna e sabão e secados após o uso. Alternativamente, eles também podem ser colocados dentro de um preservativo, o que é recomendado se forem compartilhados com um parceiro.
Deve-se ter cuidado ao remover as bolas, e é recomendável contar as bolas antes e depois do uso a fim de garantir que todas sejam removidas do ânus, pois o fio pode quebrar durante movimentos retais intensos. Se uma bola ficar presa no reto e não puder ser expelida naturalmente, pode ser necessária uma intervenção médica.

## Segurança
Se as bolas forem unidas por uma linha, que é um material poroso, elas não podem ser totalmente desinfetadas. As bolas anais não devem ser compartilhados entre parceiros sem o uso de uma barreira física, como um preservativo, para prevenir a transferência de fezes. O compartilhamento de brinquedos anais não esterilizados também pode expor os usuários a várias doenças sexualmente transmissíveis.